# Flucht von der Teufelsinsel (1929)
Flucht von der Teufelsinsel (Originaltitel: Condemned!) ist ein US-amerikanischer Spielfilm und früher Tonfilm mit Ronald Colman und Ann Harding aus dem Jahr 1929 nach dem Roman Condemned to Devil’s Island von Blair Niles.

## Handlung
Der junge und charmante Dieb Michel und der skrupellose Mörder Jacques werden auf die Teufelsinsel verbannt. Die Strafkolonie wird von dem diktatorischen Direktor Vidal geleitet. Dessen schöne junge Frau fühlt sich auf der tropischen Insel unwohl. Michel wird Hausdiener bei Vidal und beginnt mit der Frau des Hauses eine Freundschaft. Als Vidal durch Klatsch über Michel und seine Frau aufmerksam wird, stellt er seine Frau zur Rede. Obwohl sie mittlerweile in Michel verliebt ist, schwört sie ihrem Mann, dass Michel unschuldig sei.
Michel wird in Einzelhaft genommen und zur gefürchteten Gefängnisinsel St. Joseph verfrachtet. Vidal will seine Frau wieder nach Frankreich zurückschicken. Durch Jacques kann sie mit Michel Kontakt aufnehmen. Michel plant seine Flucht und will seine Geliebte an Bord eines Dampfers treffen. Bei Michels Fluchtversuch ertrinkt Vidal. Jacques wird niedergeschossen und stirbt. Michel gelingt die Flucht; er schwört seiner Geliebten unerschütterliche Treue.

## Auszeichnungen
Ronald Colman wurde bei der dritten Oscarverleihung 1930 für den Oscar als bester Hauptdarsteller nominiert.

## Hintergrund
Die Uraufführung fand am 3. November 1929 statt.
Das Budget des Films wird auf 600.000 US-Dollar geschätzt.
Der Film ist der erste von acht Filmen, bei denen Produzent Goldwyn und Drehbuchautor Howard zusammenarbeiteten.